# Józef Górzyński
Józef Górzyński (ur. 5 marca 1959 w Żelechowie) – polski duchowny rzymskokatolicki, doktor nauk teologicznych, biskup pomocniczy warszawski w latach 2013–2015, arcybiskup koadiutor warmiński w latach 2015–2016, arcybiskup metropolita warmiński od 2016.

## Życiorys
Urodził się 5 marca 1959 w Żelechowie. W latach 1979–1985 odbył studia filozoficzno-teologiczne w Wyższym Metropolitalnym Seminarium Duchownym w Warszawie. Święceń prezbiteratu udzielił mu 2 czerwca 1985 kardynał Józef Glemp, prymas Polski. Inkardynowany został do archidiecezji warszawskiej. Studia kontynuował w latach 1987–1992 w Papieskim Instytucie Liturgicznym św. Anzelma w Rzymie, które ukończył ze stopniem licencjata. W 1997 na podstawie dysertacji Matka Boża w misterium paschalnym w świetle formularzy Okresu Paschalnego «Collectio Missarum e Beata Maria Virgine» uzyskał na Wydziale Teologicznym Akademii Teologii Katolickiej w Warszawie doktorat z nauk teologicznych w zakresie liturgiki.
W latach 1985–1987 pracował jako wikariusz w parafii św. Mikołaja w Grójcu, a w latach 2004–2012 był proboszczem parafii Niepokalanego Poczęcia Najświętszej Maryi Panny w Warszawie. W latach 1993–1995 piastował stanowisko prefekta Wyższego Metropolitalnego Seminarium Duchownego w Warszawie. Podjął wykłady z liturgiki na Papieskim Wydziale Teologicznym w Warszawie. W 2012 został powołany na urząd moderatora wydziałów duszpasterskich i stanowisko dyrektora Wydziału Duszpasterstwa Ogólnego Kurii Metropolitalnej Warszawskiej. Wszedł w skład rady duszpasterskiej, rady kapłańskiej i kolegium konsultorów archidiecezji warszawskiej. W 2003 otrzymał godność opata Kapituły Kolegiackiej Kampinosko-Bielańskiej, a w 2012 kapelana Jego Świątobliwości.
4 listopada 2013 papież Franciszek mianował go biskupem pomocniczym archidiecezji warszawskiej ze stolicą tytularną Leontium. Święcenia biskupie otrzymał 7 grudnia 2013 w bazylice archikatedralnej św. Jana Chrzciciela w Warszawie. Udzielił mu ich kardynał Kazimierz Nycz, arcybiskup metropolita warszawski, z towarzyszeniem arcybiskupa Celestina Migliorego, nuncjusza apostolskiego w Polsce, i Kazimierza Romaniuka, emerytowanego biskupa diecezjalnego diecezji warszawsko-praskiej. Jako zawołanie biskupie przyjął słowa „Ad Mysterium ministrandum” (Do posługi Tajemnicy). W archidiecezji warszawskiej objął urząd wikariusza generalnego. W jego kompetencjach znalazły się sprawy Wydziału Duszpasterstwa Rodzin oraz Wydziału Instytutów Życia Konsekrowanego i Stowarzyszeń Życia Apostolskiego. Ponadto zostały mu przydzielone sprawy personalne księży o stażu kapłańskim do 15 lat.
10 lutego 2015 papież Franciszek przeniósł go na urząd arcybiskupa koadiutora archidiecezji warmińskiej, który objął 12 lutego 2015. 15 października 2016 po przyjęciu rezygnacji arcybiskupa Wojciecha Ziemby został ustanowiony arcybiskupem metropolitą warmińskim i kanonicznie objął archidiecezję w posiadanie. Tego samego dnia odbył ingres do konkatedry św. Jakuba w Olsztynie, a dzień później do archikatedry Wniebowzięcia Najświętszej Maryi Panny i św. Andrzeja we Fromborku. Z urzędu został wielkim kanclerzem Wydziału Teologii Uniwersytetu Warmińsko-Mazurskiego w Olsztynie. 29 czerwca 2017 odebrał od papieża Franciszka paliusz, który uroczyście został mu nałożony 15 sierpnia 2017 w archikatedrze fromborskiej przez arcybiskupa Salvatore Pennacchia, nuncjusza apostolskiego w Polsce.
W Konferencji Episkopatu Polski wszedł w skład Rady Stałej, został przewodniczącym Zespołu Programowego ds. Telewizyjnych Transmisji Mszy Świętych, objął funkcje delegata ds. Duszpasterstwa Ministrantów i delegata ds. Ruchu Odnowy w Duchu Świętym, a także wszedł w skład Komisji ds. Kultu Bożego i Dyscypliny Sakramentów oraz Komisji Duchowieństwa.
Konsekrował biskupa pomocniczego warmińskiego Janusza Ostrowskiego (2018), a jako współkonsekrator uczestniczył w sakrach biskupów pomocniczych diecezji należących do metropolii warmińskiej: elbląskiego Wojciecha Skibickiego (2019) oraz ełckich – Adriana Galbasa (2020) i Dariusza Zalewskiego (2022).

## Wyróżnienia
Nadano mu tytuły honorowego obywatela Lidzbarka Warmińskiego (2018) i powiatu lidzbarskiego (2018).